# Scolomys melanops
Scolomys melanops é uma espécie de roedor da família Cricetidae.
Apenas pode ser encontrada no Equador.